# هوگسبی
هوگسبی (به سوئدی: Högsby) یک منطقهٔ مسکونی در سوئد است که در بخش هوگسبی واقع شده‌است. هوگسبی ۲٫۶۵ کیلومتر مربع مساحت و ۱٬۸۸۱ نفر جمعیت دارد.